# Aboa
Aboa (do nome em latim de Turku) é uma estação de pesquisa finlandesa na Antártida. Foi construída em 1988. É localizada na Terra da Rainha Maud, cerca de 130 km de costa, em um nunatak chamado Basen nas Montanhas Vestfjella. A estação foi projetada e construída pelo Centro de Pesquisa Técnica VTT da Finlândia, e bancada pelo Ministério da Indústria e Comércio Finlandês (agora parte do Ministério do Emprego e da Economia Finlandês).
A estação é unicamente usada no verão da Antártida. Atualmente, a estação tem espaço de trabalho e sala de estar para expedições de 12 pessoas e permite que no espaço da sala de estar temporária caibam até 18 pessoas.
A estação sueca Wasa está localizada apenas a 200 metros de distância. Juntas, Aboa e Wasa formam a Base Nordenskiöld. As duas estações estão em íntima cooperação.
Este artigo inclui material do artigo da Wikipédia em finlandês Aboa (asema), revisão de 3 de fevereiro de 2009.